# Tzwetta Tzatschewa
Tzwetta Tzatschewa (en búlgaro: Цвета Цачева, transliterado al español como Tsveta Tsácheva, 27 de diciembre de 1900 – 12 de diciembre de 1975), hermana de Manja Tzatschewa, fue una actriz de cine búlgara de la época del cine mudo.

## Filmografía seleccionada
- The Devil (1918)
- Love (1919)
- The Japanese Woman (1919)
- Hate (1920)
- The Pearl of the Orient (1921)
- Sons of the Night (1921)
- The Shadow of Gaby Leed (1921)
- Peter Voss, Thief of Millions (1921)
- Marizza (1922)
- The Monk from Santarem (1924)
- Letters Which Never Reached Him (1925)
- Annemarie and Her Cavalryman (1926)
- The Tragedy of a Lost Soul (1927)